# Skoglund & Olson

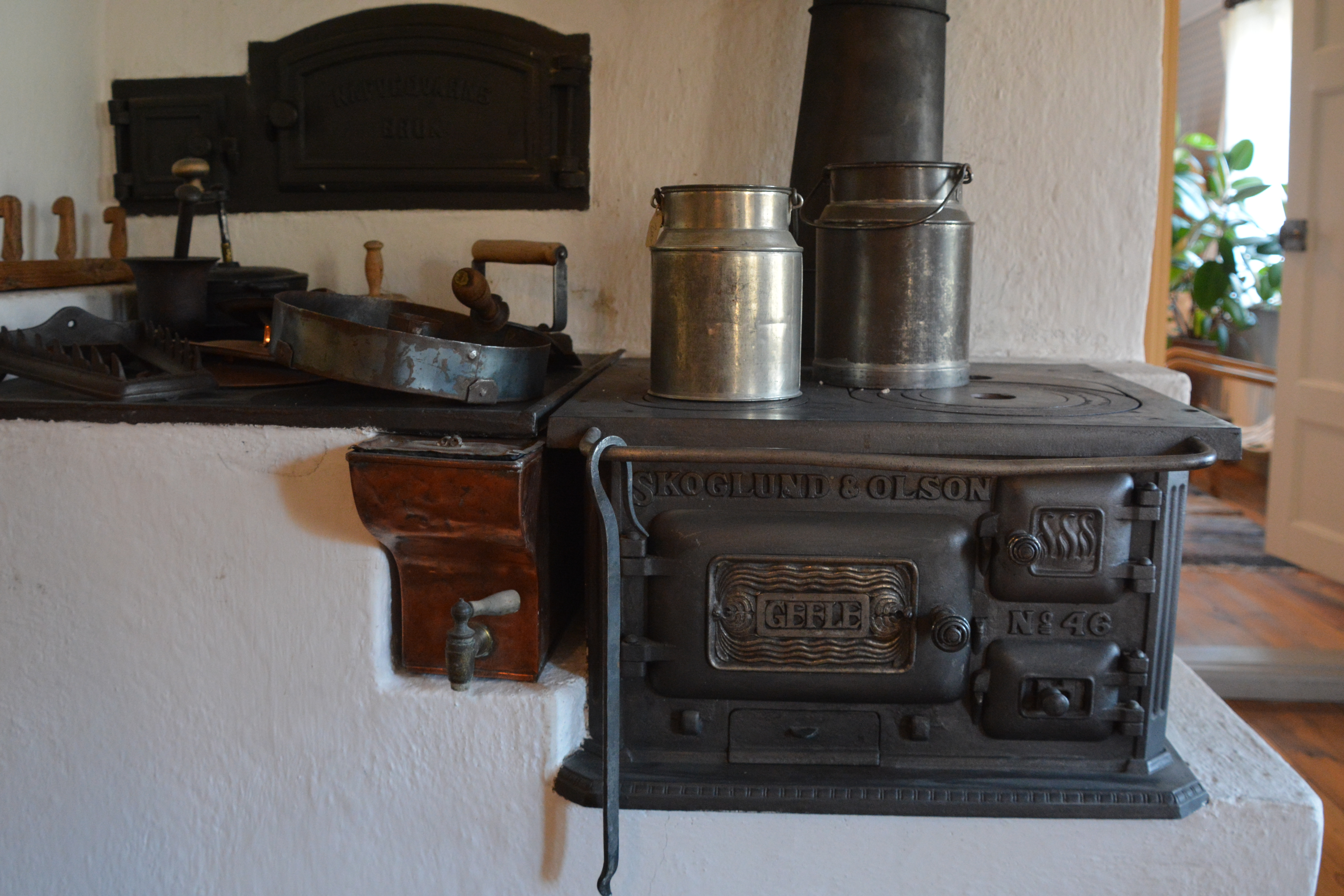

Skoglund & Olson war ein Gießerei- und Maschinenbauunternehmen in Gävle. Schweden.
Die Firma Skoglund & Olson wurde 1874 von Erik Gustaf Skoglund (* 1840) und Axel Olson (* 1843) als Gießerei in Gävle gegründet. Es wurde 1902 von den Ingenieuren Simeon Göranson und Emil Söderström übernommen.
Das Unternehmen wurde 1914 eine Aktiengesellschaft und hatte in den 1930er Jahren etwa 260 Angestellte und etwa 30 Mitarbeiter im Büro. Das Unternehmen hatte eine Gießerei, mechanische Werkstatt, Blechbearbeitung und Vernickelung. Es stellte Gusseisenherde, Waffeleisen, Kessel, Kachelöfen, Laternenträger und Pumpen her. Ab etwa 1926 stellte Skoglund & Olson auch Spielzeugautos aus Gusseisen her. Diese wurden in zwei Hälften gegossen und genietet, mit Gummirädern versehen und lackiert. In einem Zweigwerk, das 1953 in Strömsbro gegründet wurde, wurden unter der Marke ABSO elektrische Heizpatronen und Wärmerohre hergestellt, die ebenfalls exportiert wurden.

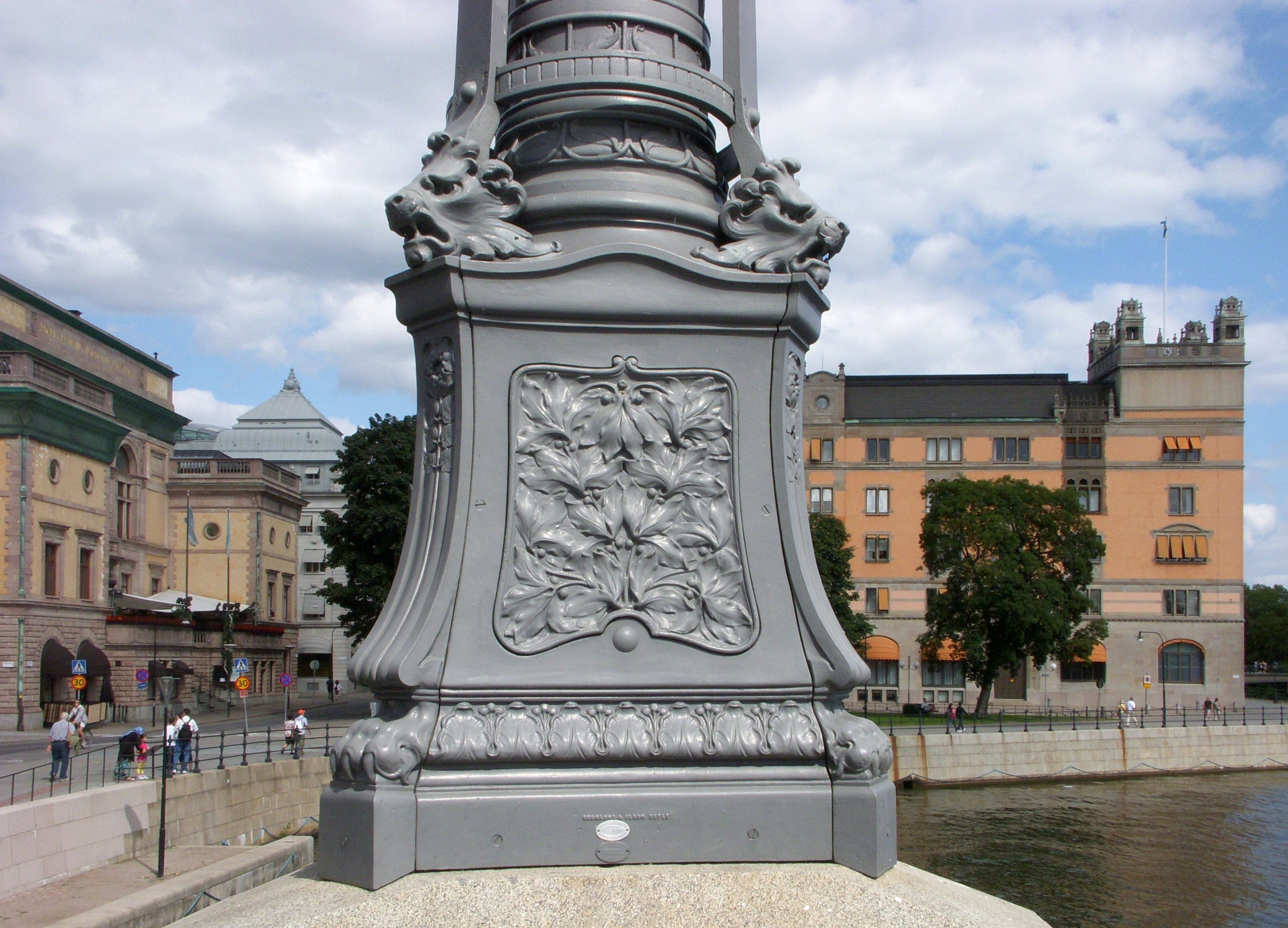
Laternenmast Vasabron

Skoglund & Olson wurde 1951 an AB Ekströms Maskinaffär verkauft, die 1966 von der Husqvarna-Gruppe übernommen wurde. Skoglund & Olsons letzte Schmelze wurde am 10. November 1967 fallen gelassen, die Gießerei wurde 1968 verkauft und der Betrieb wurde 1970 geschlossen.